# Engeler Schans

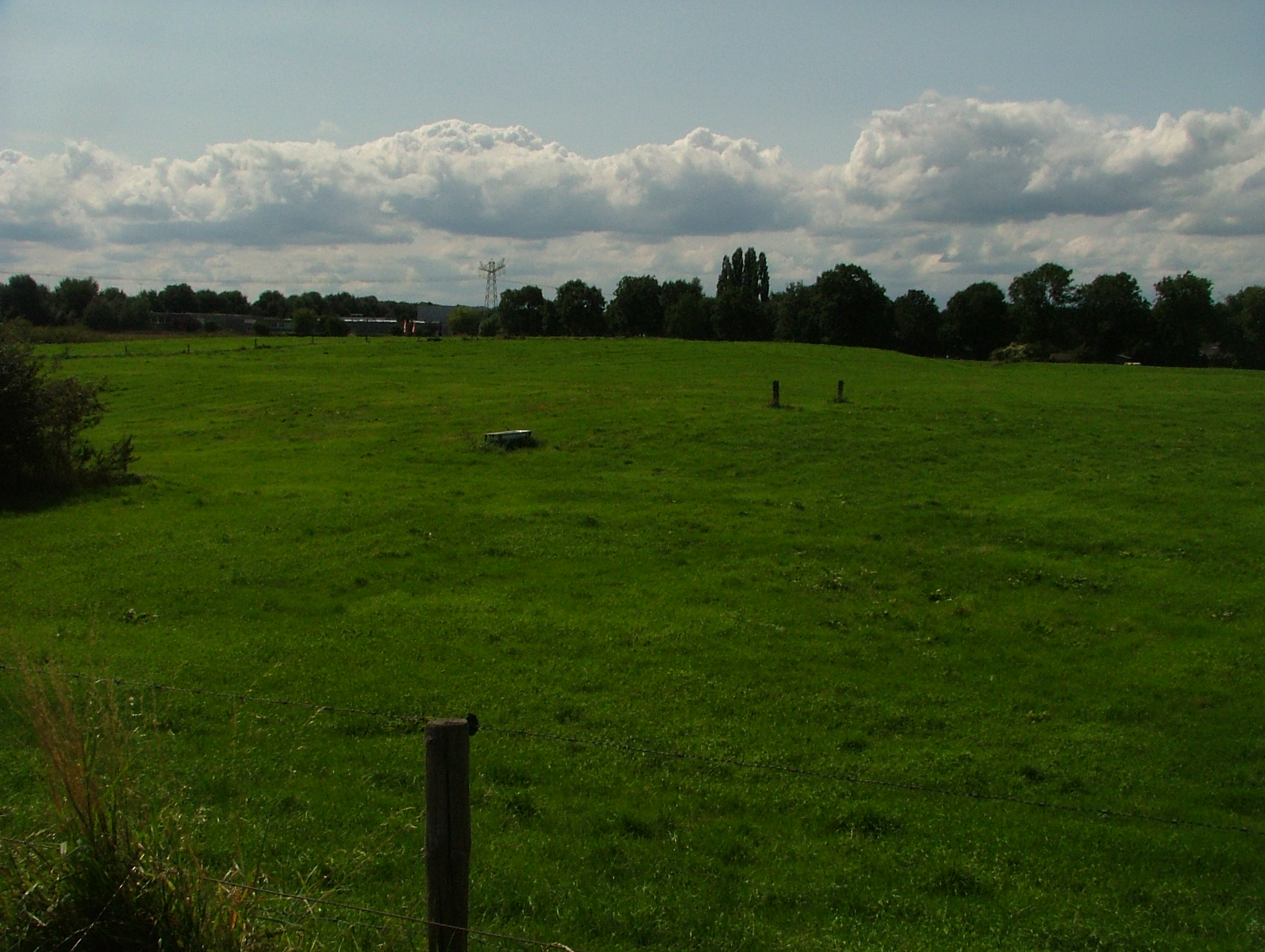
Weiland aan de Graaf van Solmsweg, de verhoging geeft de plaats aan waar de schans lag

De Engeler Schans was een verdedigingswerk ten zuiden van het dorpje Engelen. De schans werd in 1579 aangelegd door Claudius van Berlaymont, heer van Haultepenne, Spaansgezind bevelhebber. Op 13 juli 1587 vond een treffen plaats met Staatse troepen onder leiding van Hohenlohe. Hierbij sneuvelde Claudius van Berlaymont.
Vanaf hier werd de monding van de Dieze bij de Maas in de Tachtigjarige Oorlog gecontroleerd. Dit verdedigingswerk speelde een rol tijdens het Beleg van 's-Hertogenbosch, waar het een onderdeel vormde van de buitenste linie van het Staatse leger onder commando van de graaf van Solms.
Deze graaf had als opdracht gekregen om het Fort Crèvecoeur te beschermen. Dit fort deed dienst als belangrijkste aanvoercentrum van troepen en materieel voor het beleg van 's-Hertogenbosch. Tussen Engelen en Crèvecoeur was hiertoe een verdedigingslinie aangelegd. Een bijzonderheid hierin vormde een aantal mobiele rosmolens. Deze watermolens moesten het onder water gezette polderlandschap droogpompen.
Van de Engeler Schans rest alleen nog maar een verhoging in het landschap aan de zuidrand van het dorp. De schans wordt verpacht en is een weiland geworden. Voorwaarde is dat in geval van nood de schans weer aan militaire doeleinden dienstbaar moet worden gemaakt. Vanuit militair oogpunt gezien is de schans overigens van geen enkele waarde.